# Lymnaea peregra
Lymnaea peregra är en snäckart. Lymnaea peregra ingår i släktet Lymnaea och familjen dammsnäckor. Inga underarter finns listade i Catalogue of Life.

## Bildgalleri

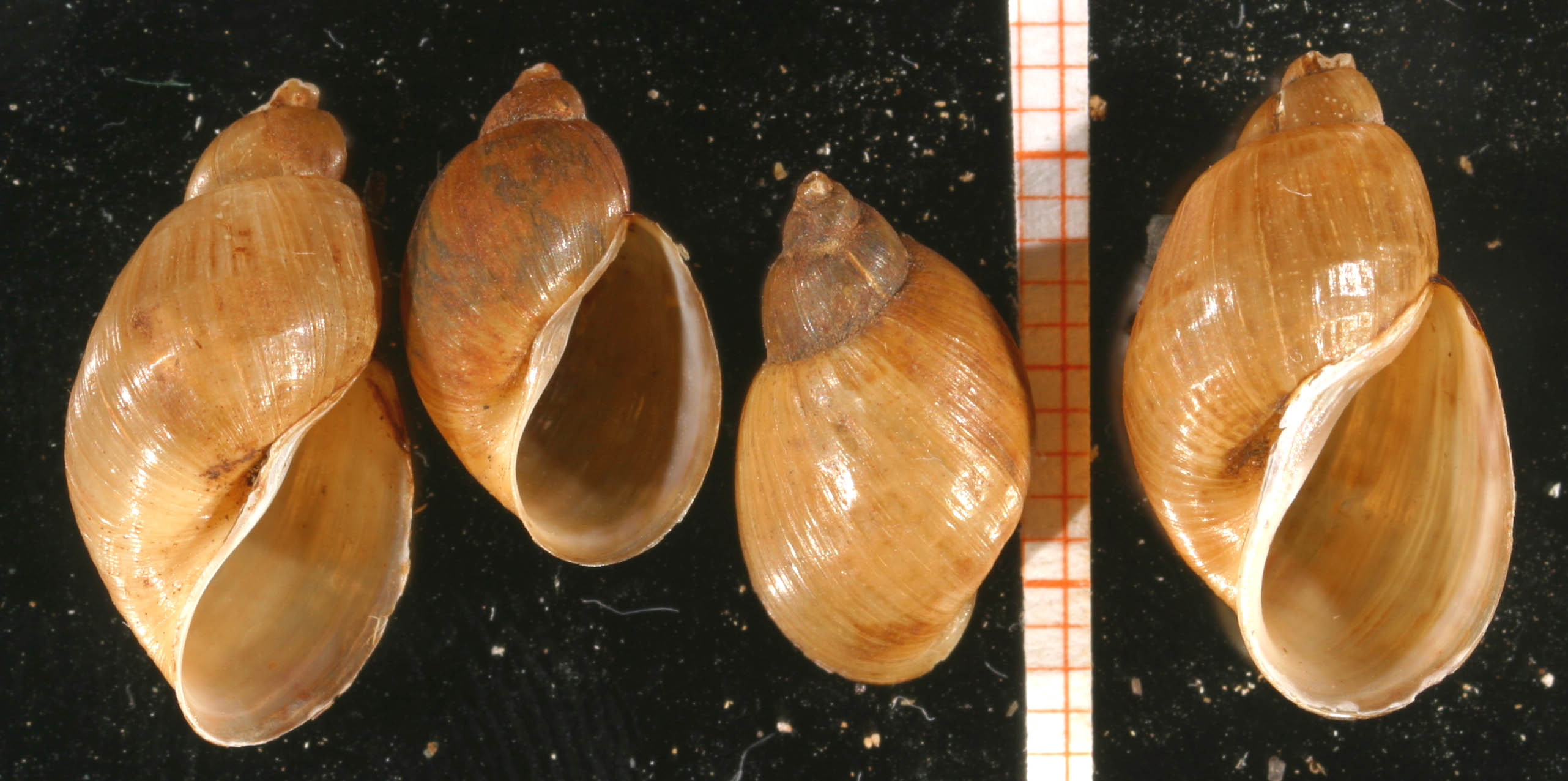
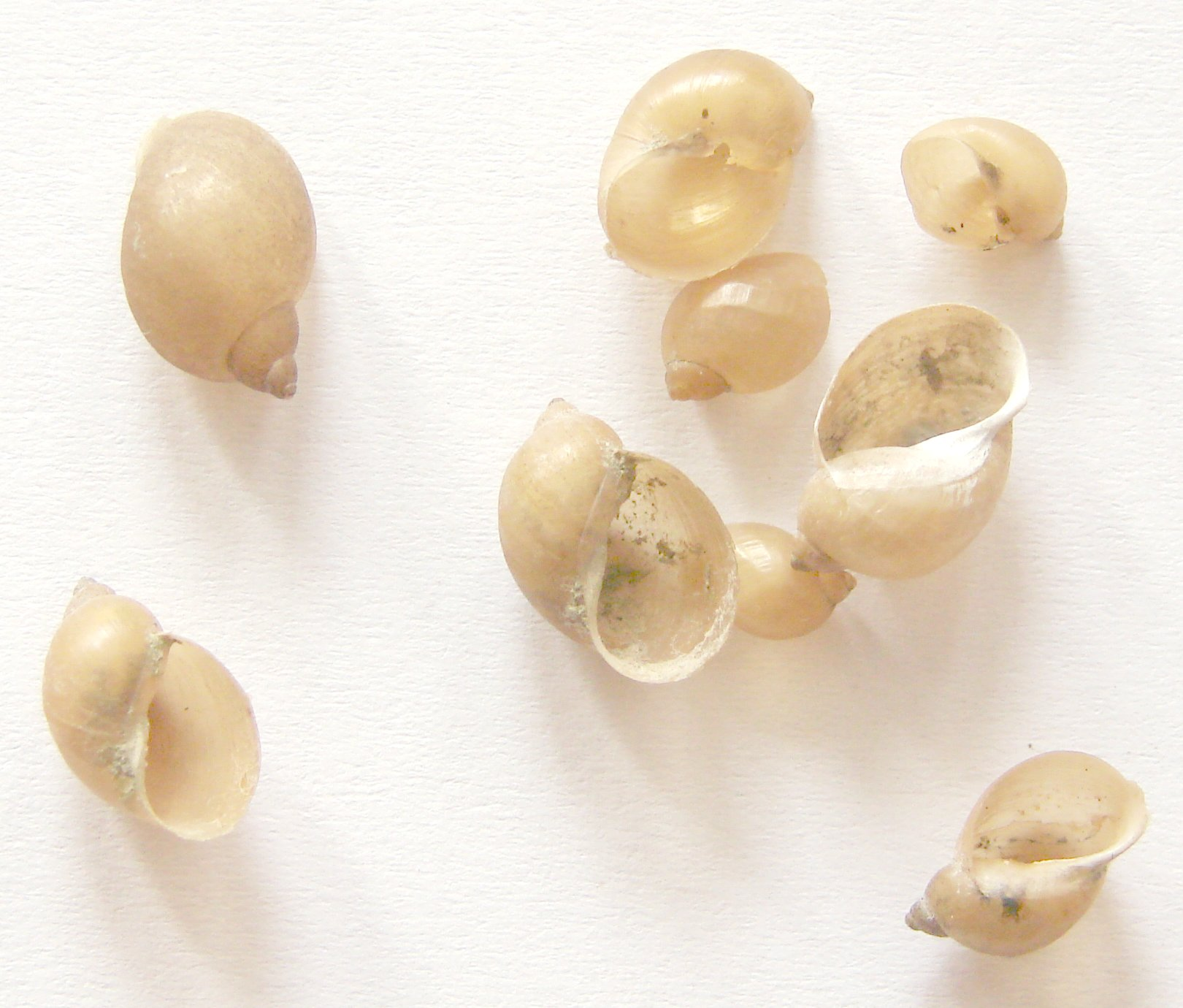
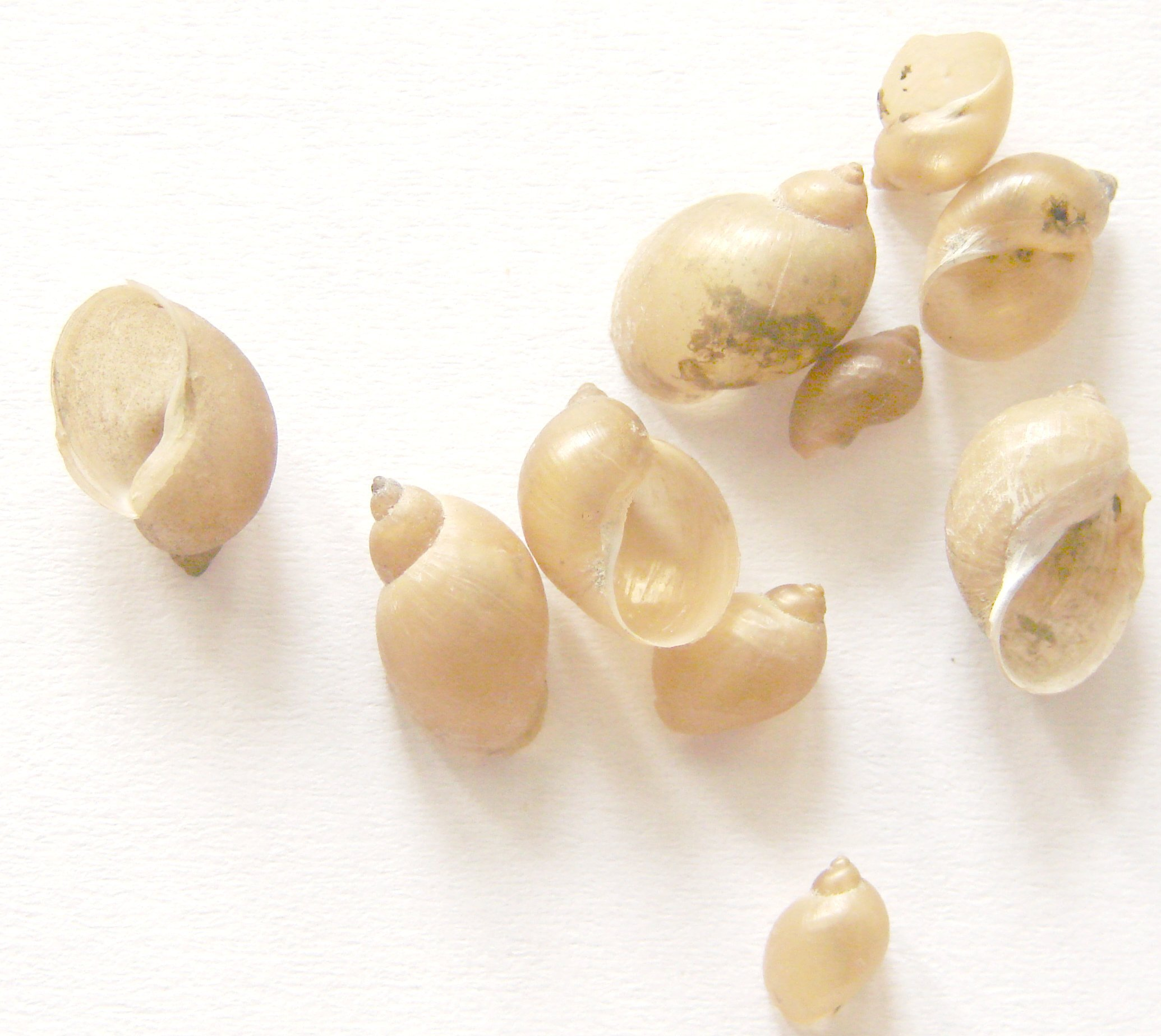
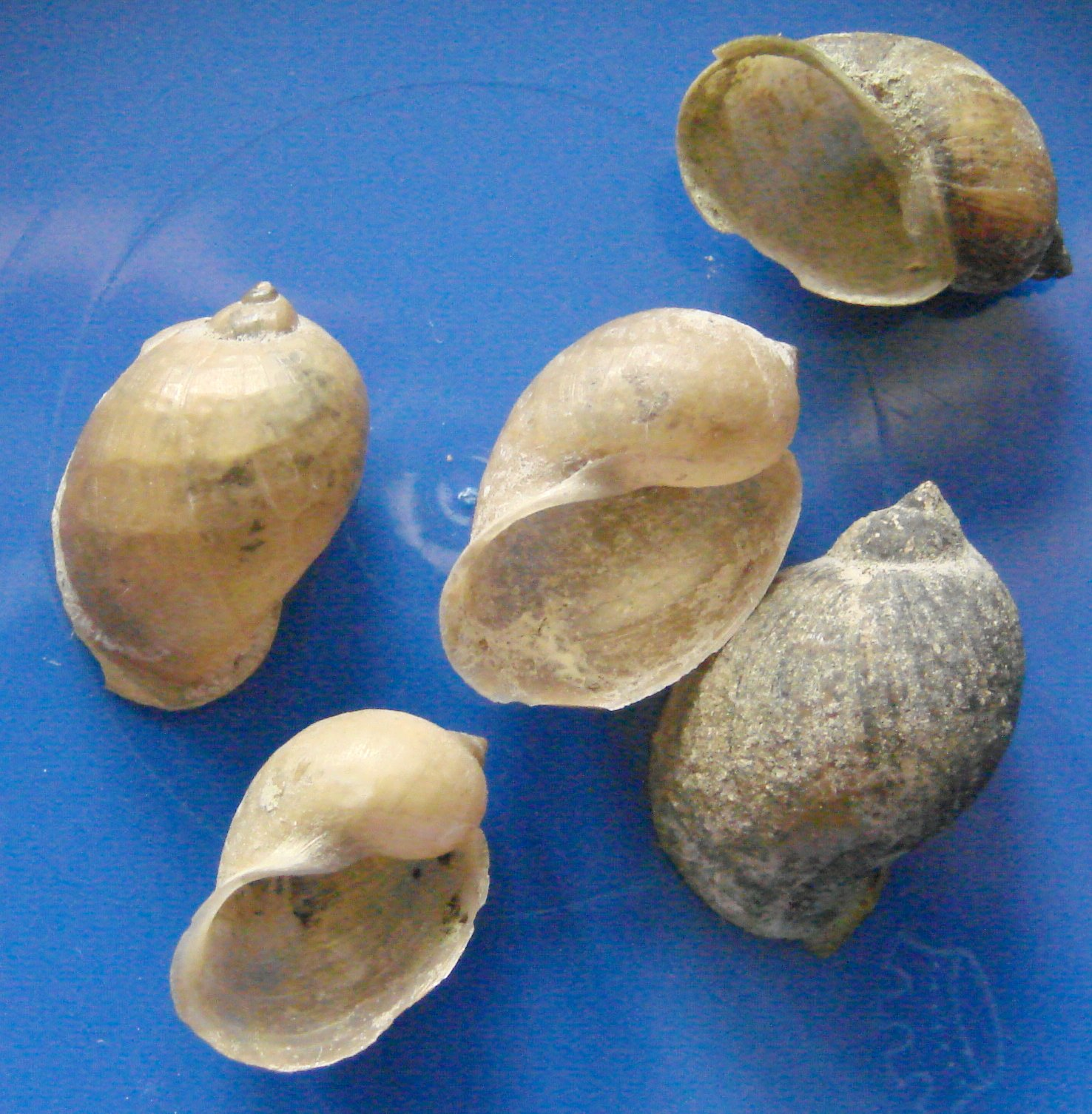
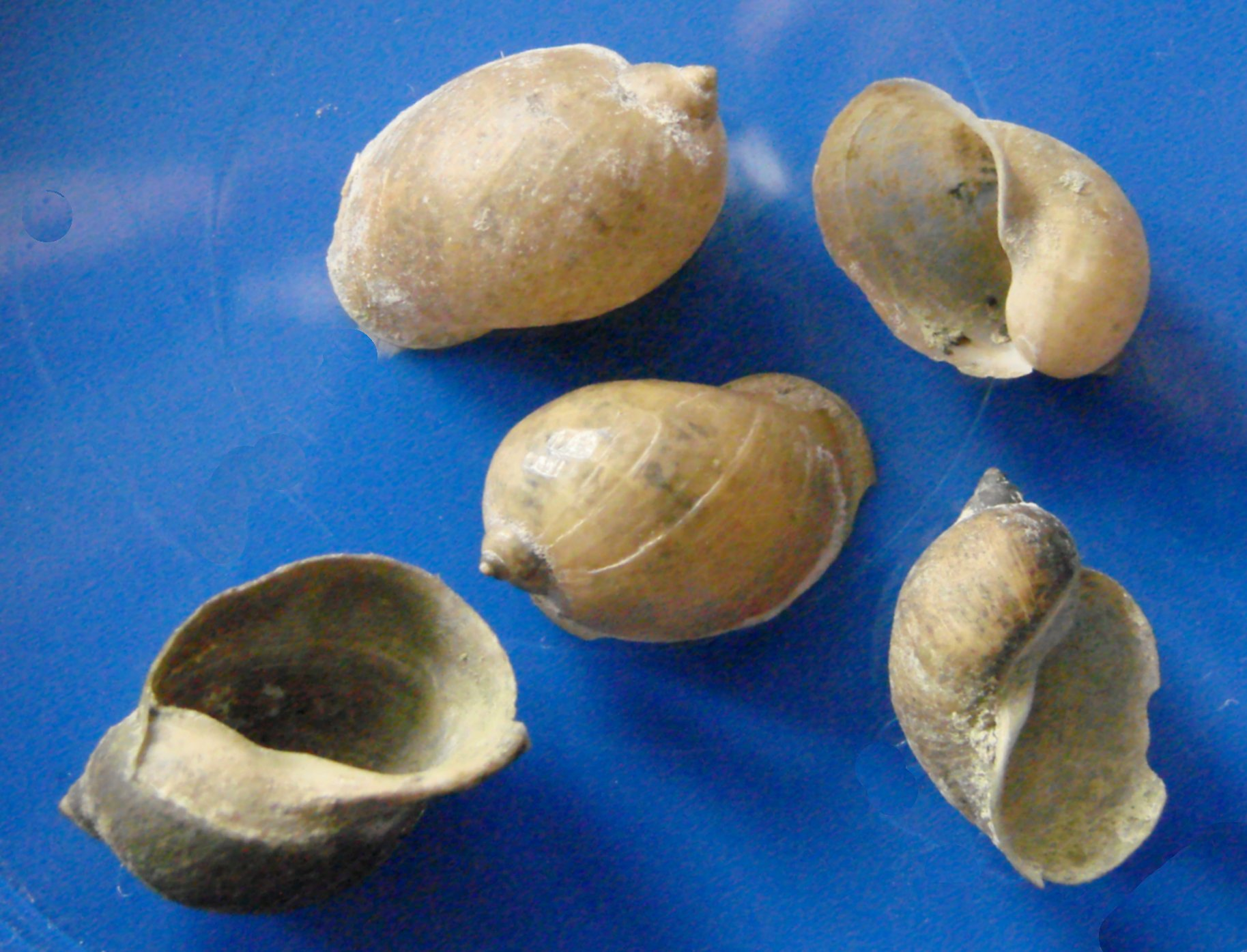
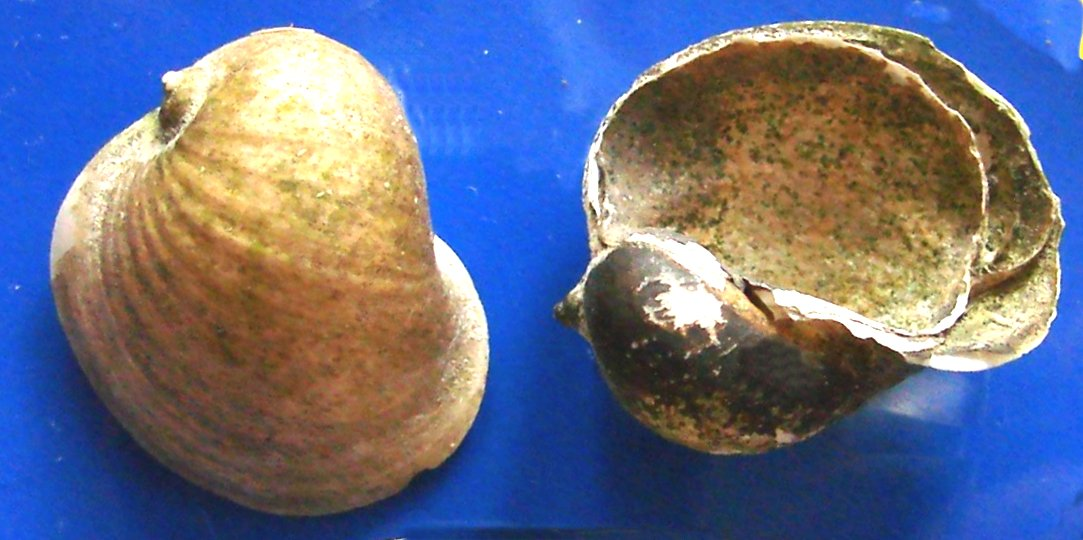